# 蒙日广场

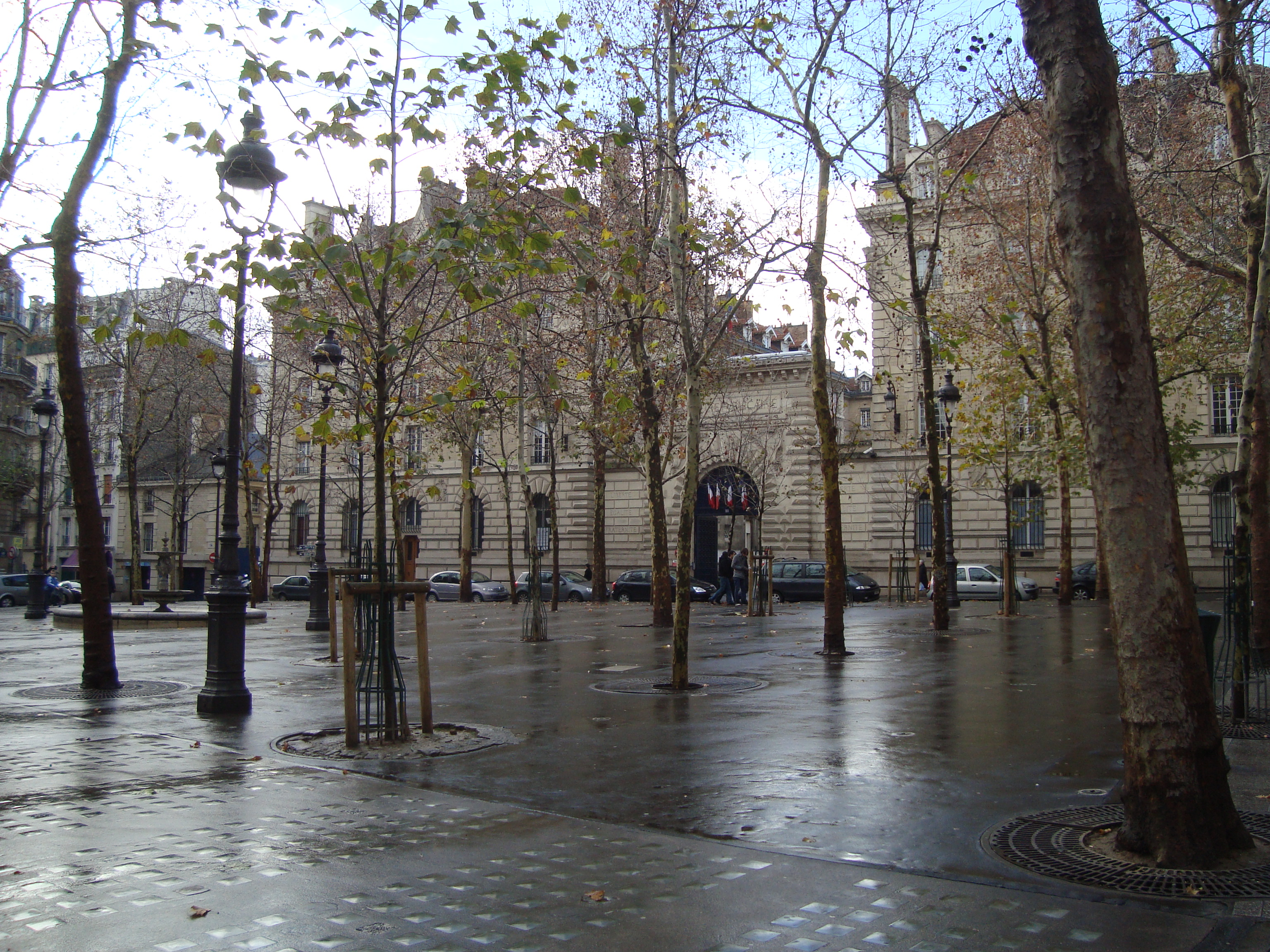

蒙日广场（Place Monge）是巴黎第五区的一个广场，位于植物园区的Rue Gracieuse和蒙日路（Rue Monge）转角。附近的地铁站是7号线的蒙日广场站。

## 名称
蒙日广场得名于蒙日路和数学家加斯帕尔·蒙日。

## 历史
蒙日广场开辟于1859年，原特里佩特路（rue Triperet）并入。命名于1867年2月26日。  

## 建筑

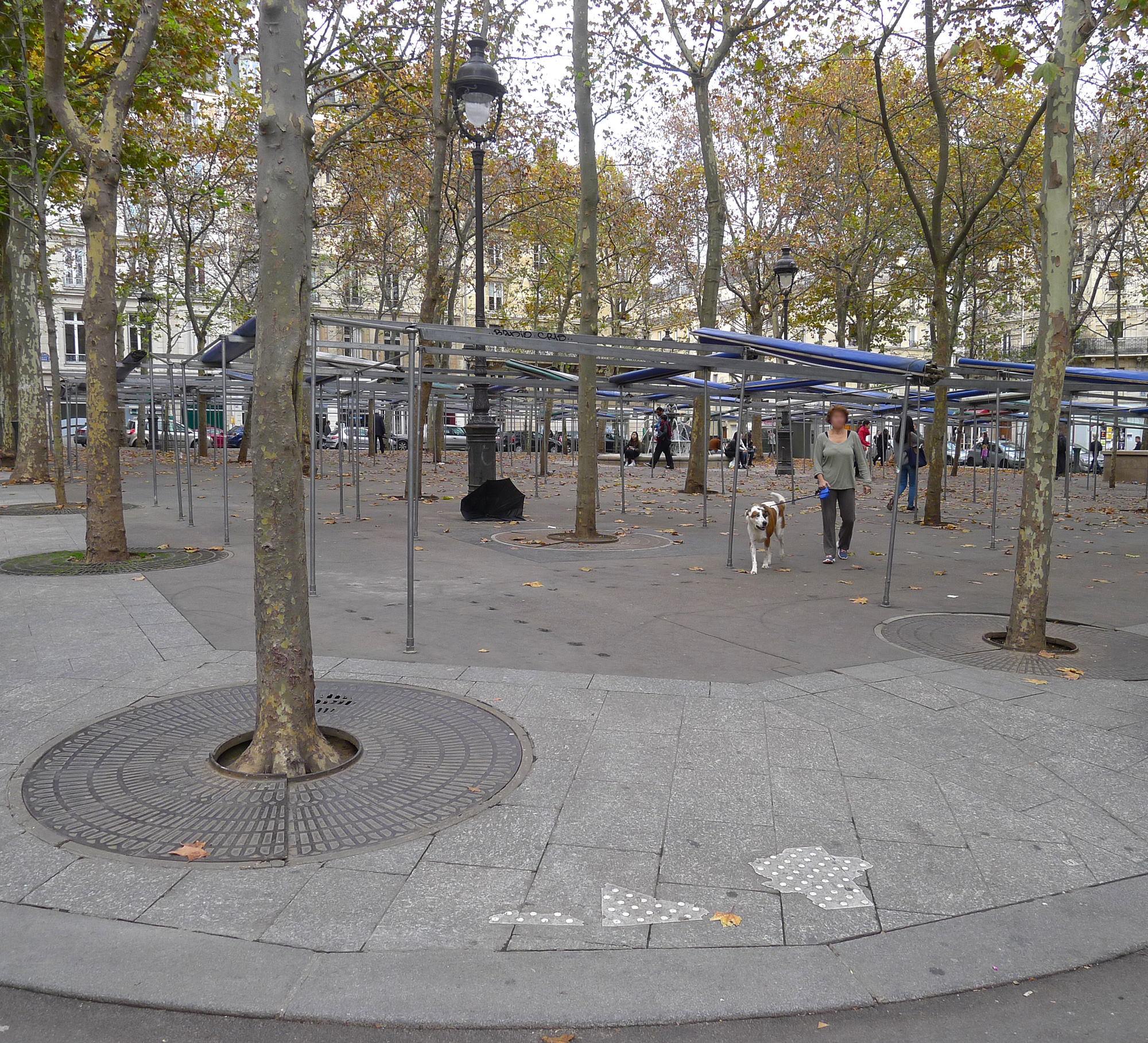
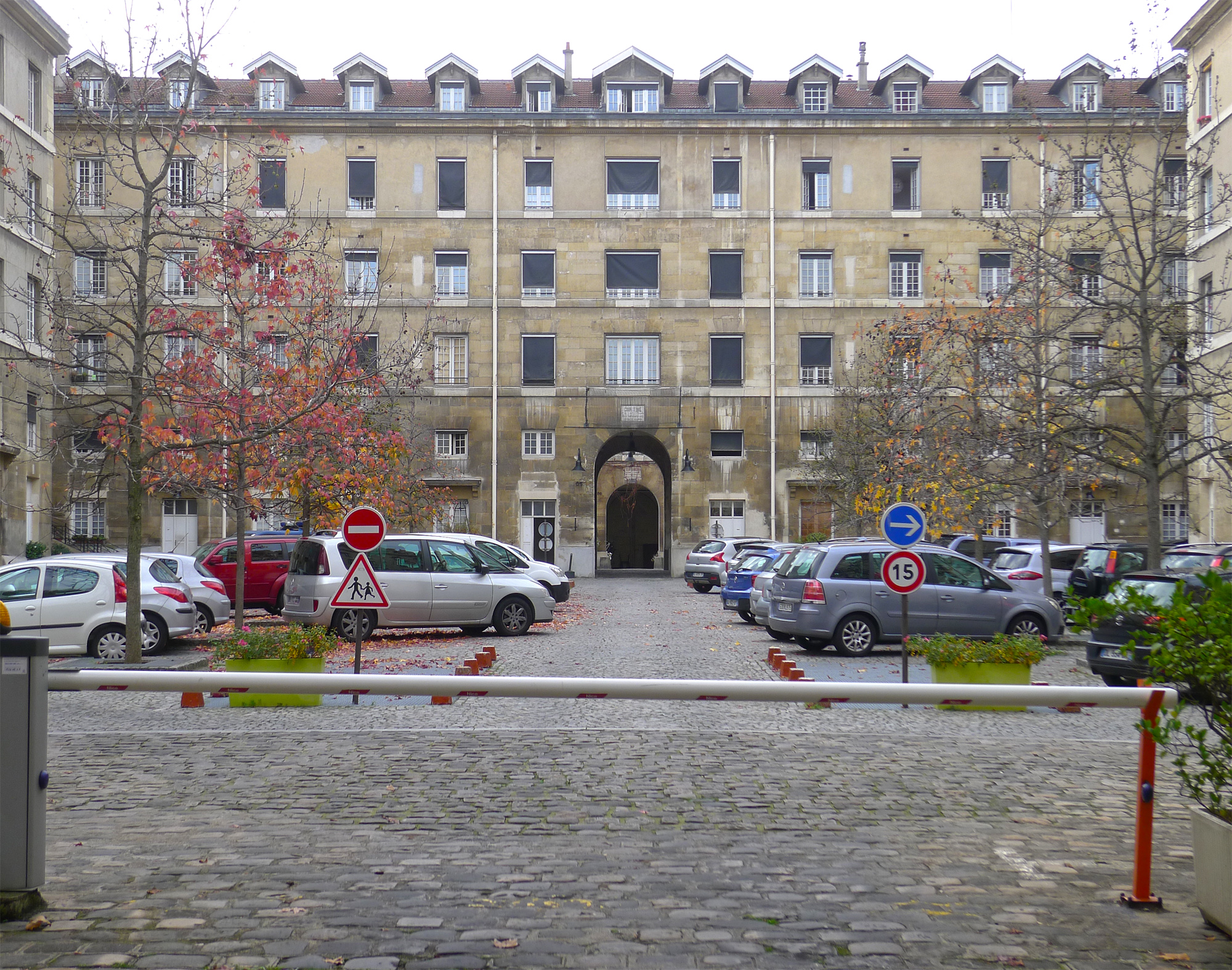